# The Grand Wazoo
The Grand Wazoo studijski je jazz album američkog glazbenika Franka Zappe, koji je izašao u prosincu 1972.g. Zappa je '72. okupio izvrsnu ekipu glazbenika za snimanje albuma Waka/Jawaka od kojih su neki i bivši članovi njegovo sastava The Mothers of Invention. Pošto je Zappa bio poznat po tome da kada jednom okupi ekipu s njom nastavlja raditi i dalje, ta suradnja je ostvarena i na ovome albumu pa tako svi osim Jeffa Simsonsa snimaju materijal za album.

## Popis pjesama

### Vinyl izdanje
Sve pjesme je napisao Frank Zappa.
1. "For Calvin (And His Next Two Hitch-Hikers)" – 6:06
2. "The Grand Wazoo" – 13:20
3. "Cletus Awreetus-Awrightus" – 2:57
4. "Eat That Question" – 6:42
5. "Blessed Relief" – 8:00

### CD izdanje
Sve pjesme je napisao Frank Zappa.
1. "The Grand Wazoo" – 13:20
2. "For Calvin (And His Next Two Hitch-Hikers)" – 6:06
3. "Cletus Awreetus-Awrightus" – 2:57
4. "Eat That Question" – 6:42
5. "Blessed Relief" – 8:00

## Izvođači
- Frank Zappa – gitara, udaraljke, vokal
- Mike Altschul – puhački instrumenti
- Billy Byers – trombon
- Chunky (Lauren Wood)– vokal
- Lee Clement – udaraljke
- George Duke – klavijature, vokal
- Earl Dumler – puhački instrumenti
- Aynsley Dunbar – bubnjevi
- Tony Duran – guitar, gitara (slajd)
- Erroneous (Alex Dmochowski) – bas-gitara
- Alan Estes – udaraljke
- Janet Neville-Ferguson – vokal
- Fred Jackson, Jr. – puhački instrumenti
- Sal Marquez – bass, truba, vokal
- Joanne Caldwell McNabb – vokal, puhački instrumenti
- Malcolm McNabb – trombon, rog
- Janet Neville-Ferguson – vokal
- Tony Ortega – puhački instrumenti
- Joel Peskin – saksofon, puhački instrumenti
- Don Preston – klavijature
- Johnny Rotella – puhački instrumenti
- Ken Shroyer – trombon
- Ernie Tack – truba
- Ernie Watts – saksofon, puhački instrumenti
- Robert Zimmitti – udaraljke

## Produkcija
- Producent: Frank Zappa
- Projekcija: Kerry McNabb
- Aranžer: Frank Zappa
- Specijalni asistent: Paul Hof
- Fotografija: Ed Caraeff, Tony Esparza
- Ilustacija omota: Cal Schenkel
- Duhovni savjetnik: Kenny Shroyer
- Potpisnik: Kenny Shroyer

## Vanjske poveznice
- Informacije na Lyricsu
- Detalji o izlasku albuma